# Julie Voisin
Pour les articles homonymes, voir Voisin (homonymie).
Julie Voisin est une actrice et réalisatrice française.

## Biographie
Julie Voisin a commencé sa carrière en 1992 sous la direction de Caroline Huppert. Après avoir joué de multiples rôles adolescente, Julie se distingue dans le téléfilm Les Innocents, réalisé par Denis Malleval en 2006, où elle interprète à la fois le rôle d'une jeune femme et vingt plus tard, celui de sa propre fille. En 2008, elle reçoit le prix de la révélation au Festival de la Fiction de La Rochelle, pour son rôle d'athlète aveugle dans la mini-série Une lumière dans la nuit, réalisée par Olivier Guignard. Un an plus tard, elle tourne avec ce même réalisateur la série 1788... et demi, une vision moderne-rock de la Révolution française. En 2010, elle occupe l'un des rôles-titre du moyen-métrage Prunelle et Mélodie, réalisé par Mathieu Simonet.
Julie Voisin a réalisé et produit son premier court-métrage Vers où s'envolent les papillons... Son film est notamment sélectionné en 2010 au Festival du film français de Richmond, aux États-Unis, ainsi qu'au Festival international du cinéma francophone en Acadie à Moncton, Canada. En 2012, elle tourne son second court-métrage, Les Perruches, qui obtient une trentaine de sélections en festivals, dont le Off-Courts de Trouville, où elle y remporte le grand prix de la région Basse-Normandie.
En 2014, l'association Beaumarchais prime le projet de long-métrage, Après les étoiles, dont elle est co-auteure.

## Filmographie

### Cinéma
- 2001 : Le Soleil au-dessus des nuages d'Éric Le Roch : La fille de Virginie
- 2009 : Vers où s'envolent les papillons... de Julie Voisin : Une jeune femme
- 2010 : Prunelle et Mélodie de Mathieu Simonet : Prunelle
- 2013 : Les Perruches de Julie Voisin : Laura

### Télévision
- 1993 : Un pull par-dessus l'autre de Caroline Huppert (téléfilm) : La copine d'école
- 1993 : Julie Lescaut (série télévisée) : Chloépu
- 1994 : La Grande Fille de Jean-Paul Salomé (téléfilm) : Marion
- 1995 : Le Garçon sur la colline de Dominique Baron (téléfilm) : Julia
- 1996 : Une fille à papas de Pierre Joassin (téléfilm) : Clémence
- 1998 : La Femme d'un seul homme de Robin Renucci (téléfilm) : Valentine
- 2000 : La Tribu de Zoé de Pierre Joassin (téléfilm) : Elsa
- 2000 : Duelles (série télévisée) : Claire Marion
- 2001 : Docteur Sylvestre (série télévisée) : Angèle
- 2001 et 2005 : La Crim' (série télévisée) : Inès Aubry / Coralie Pardo
- 2002 : Le Champ Dolent, le roman de la Terre d'Hervé Baslé (série télévisée) : Colombe
- 2003 : Une femme d'honneur (série télévisée) : Stéphanie Chevalier
- 2004 : La vie est si courte d'Hervé Baslé (téléfilm) : Marie-Jeanne/Jeanne-Marie
- 2004 : Tout va bien c'est Noël de Laurent Dussaux (téléfilm) : Stéphanie
- 2005 : Le Proc (série télévisée) : Sophie Lopez
- 2005 : Les Cordier, juge et flic (série télévisée) : Jeanne
- 2005 : Granny Boom (téléfilm) : une jeune femme enceinte
- 2006 : Les Innocents de Denis Malleval (téléfilm) : Marie jeune/Camille
- 2007 : Le Clan Pasquier (série télévisée) : Alice
- 2007 : Sœur Thérèse.com (série télévisée) : Sarah
- 2008 : L'Abolition de Jean-Daniel Verhaeghe (téléfilm) : la sœur de Patrick Henry
- 2008 : Une lumière dans la nuit d'Olivier Guignard (téléfilm) : Aurore Blin
- 2008 : Raboliot de Jean-Daniel Verhaeghe (téléfilm) : Sandrine
- 2008 : Louis la Brocante (série télévisée épisode 31) : Chloé
- 2009 : 1788... et demi d'Olivier Guignard (série télévisée) : Victoire
- 2011 : Brassens, la mauvaise réputation de Gérard Marx (téléfilm) : Colette
- 2011 : Rituels meurtriers (téléfilm) : Adrienne

### Scénariste et réalisatrice
- 2009 : Vers où s'envolent les papillons... (court-métrage)
- 2013 : Les Perruches (court-métrage)

## Distinctions
- 2008 : prix de la Révélation pour Une lumière dans la nuit au Festival de la fiction TV de La Rochelle[1]
- 2013 : Grand prix de la région Basse-Normandie & prix OFQJ pour Les Perruches au Festival Off-Courts de Trouville
- 2014 : prix du public pour Les Perruches au Festival international de Lanzarote